# Waveboard

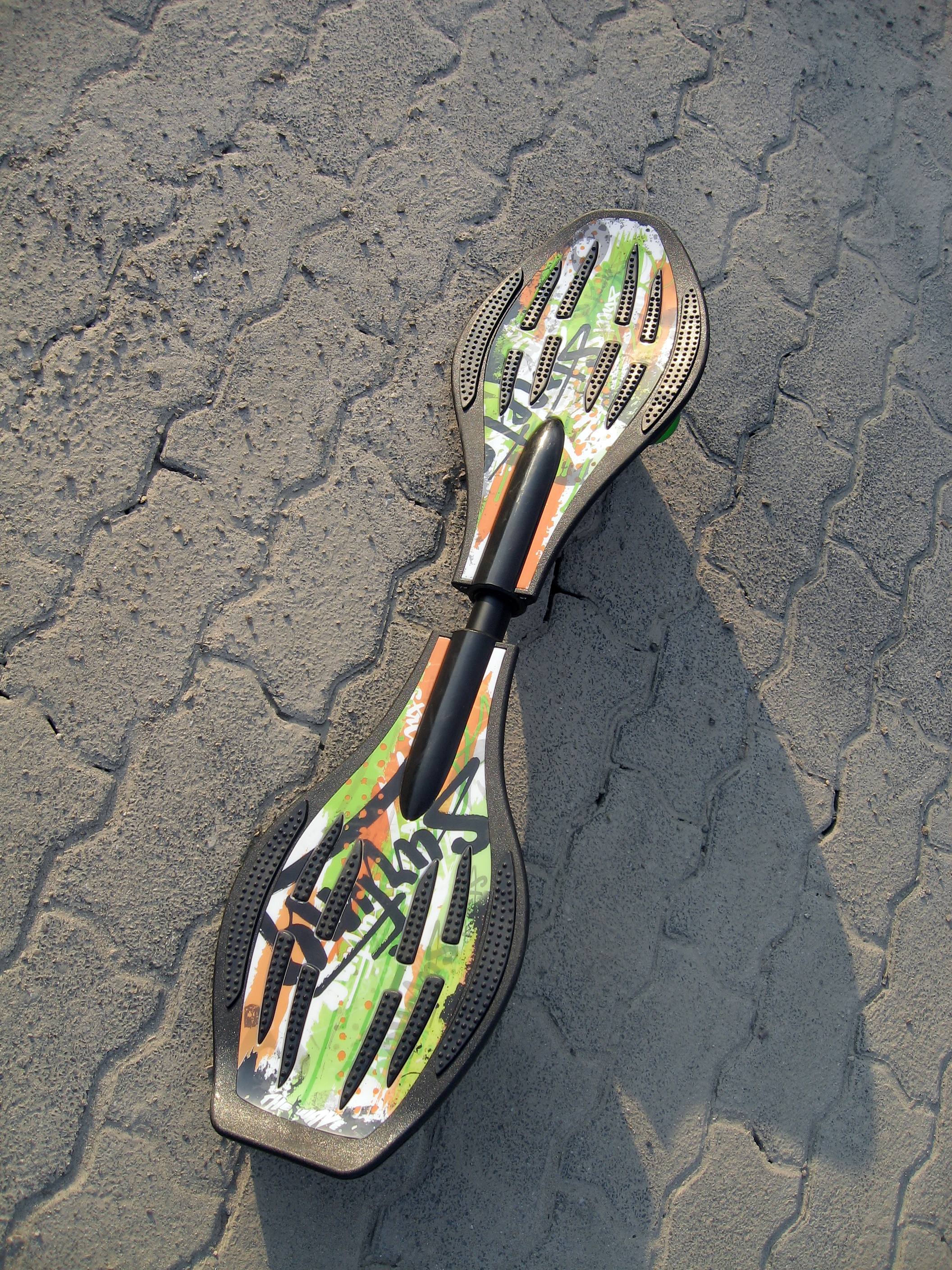
Waveboard

Waveboard, casterboard – inny rodzaj deskorolki, która różni się przede wszystkim tym, że posiada dwa kółka obracające się o 360 stopni oraz nietypowy kształt. Waveboard jest mniej powszechną formą deskorolki. Waveboard jest dyscypliną europejską. Jest to streetsurfing, czyli surfowanie po ulicy. Jazda na niej wymaga ruchów mięśni nóg i bioder.